# Carol-Marc Lavrillier
Carol-Marc Lavrillier (n. 23 ianuarie 1933, Paris, Île-de-France, Franța – d. 6 februarie 2021, Autun, Bourgogne-Franche-Comté, Franța) a fost un fotograf, galerist, editor și autor francez.

## Biografie
Carol-Marc Lavrillier a fost fiul artistului plastic, gravor și medalist francez André Lavrillier și al sculptoriței românce Margareta Cosăceanu-Lavrillier, fostă elevă a sculptorilor Dimitrie Paciurea, Constantin Brâncuși și Antoine Bourdelle.

## Lucrări și cataloage
- 1978 : 50 designers, dal 1950 al 1975, textes de Gillo Dorfles et Gianni Vianello, 235 pages, Görlich editore, Milan
- 1979 : Bourdelle et la critique de son temps, textes choisis et présentés par Michel Dufet ; photographies de Carol-Marc Lavrillier, publié par le Musée Bourdelle - réédition Éditions Paris-Musees, 223 pages, Paris, 1992 (ISBN 2-87900-055-6)
- 1984 : Trente ans de regards sur la sculpture de Rodin à Bourdelle, catalogue d’exposition, Musée Réattu, Arles
- 1985 : Contours-détours, catalogue d’exposition, Musée des beaux-arts de Rennes
- 1986 : 6 années du 666. La galerie, texte de Jean-Claude Lemagny, avec un entretien de Patrick Roegiers avec Carol-Marc Lavrillier, Éditions du Studio 666, (ISBN 2-90638-701-0)
- 1988 : Rodin, « La Porte de l'enfer », textes de Yann Le Pichon, Lausanne, Éditions Pont Royal, (ISBN 2-88260-005-4) ; diffusion Éditions Robert Laffont
- 1988 : Le Grenier de la mémoire, catalogue édité par Paris-Auduiovisuel pour la galerie Studio 666, à l'occasion de l'exposition de Carol-Marc Lavrillier Itinéraire 1958-1988 au Musée Bourdelle pour le Mois de la photo. (ISBN 2-90638-703-7)